# Tormenta volcánica

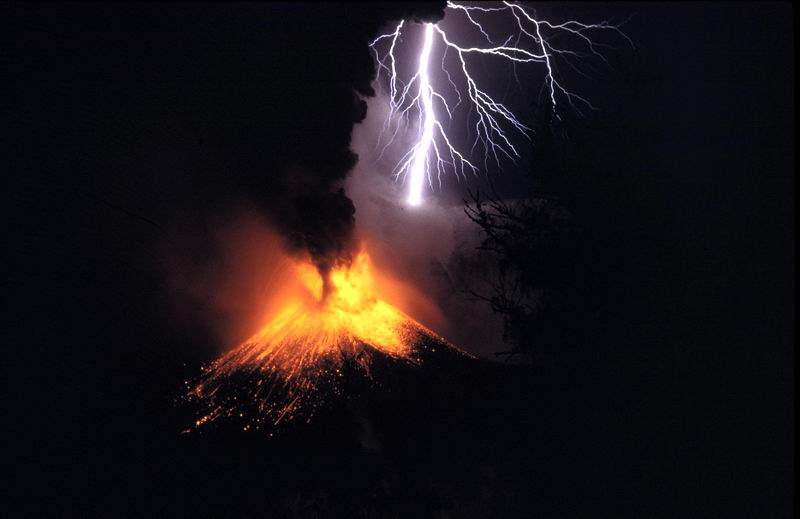
Iluminación Volcánica sobre una erupción del Monte Rinjani.

Una tormenta volcánica o tormenta sucia (también conocida como relámpago volcánico) es un fenómeno climático relacionado con la producción de relámpagos en una nube volcánica durante una erupción volcánica.
Una imagen famosa de este fenómeno y que fue viral en internet, fue fotografiada por Carlos Gutiérrez durante una erupción que ocurrió en Chile sobre el volcán Chaitén. Otros sucesos similares se han reportado sobre el monte Augustine, en Alaska y en el volcán islandés Eyjafjallajökull en el 2010.

## Causas
Un estudio de la revista Science indica que las cargas eléctricas se originan cuando fragmentos de rocas, cenizas y partículas de hielo en una columna de humo volcánico colisionan y producen cargas estáticas de la misma forma como se forman rayos en una tormenta eléctrica común, al colisionar partículas de hielo.

A medida que la columna de humo comienza a ir a favor del viento, se puede ver que empieza a ver como si tuviese vida propia produciendo mas o menos 300 rayos... Las implicaciones de ello es que se sigue produciendo mas carga eléctrica que la que tenía en un principio. De otra forma la columna de humo no podría continuar produciendo electricidad.
Martin A. Uman, co-director del programa de Investigación en Relámpagos de la Universidad de Florida

Las erupciones volcánicas también liberan grandes cantidades de agua, que pueden ayudar a impulsar la producción de esas tormentas eléctricas.